# Mickey's Safari in Letterland
Mickey's Safari in Letterland es un videojuego educativo para Nintendo Entertainment System creado por Hi-Tech Expressions en 1993 y protagonizado por Mickey Mouse. En este título, Mickey debe recopilar todas las letras del alfabeto para su museo viajando a seis territorios diferentes (incluyendo lugares inspirados en el Yukón y el Caribe). Hay tres niveles de dificultad diferentes.
Los enemigos en el juego incluyen serpientes, puercoespines o aligátores. Sin embargo, el jugador no puede morir por estos enemigos; simplemente es rebotado por ellos. Usando una muestra de audio digitalizado para cada letra, Mickey aprende a deletrear usando su propia voz.
Este videojuego de scroll lateral está pensado para niños en edad preescolar y en él enseñan habilidades básicas de alfabetización.